# Nazionale maschile under 18 di pallacanestro della Costa Rica
La nazionale di pallacanestro costaricana Under-18 è una selezione giovanile della nazionale costaricana di pallacanestro, ed è rappresentata dai migliori giocatori di nazionalità costaricana di età non superiore ai 18 anni.
Partecipa a tutte le manifestazioni internazionali giovanili di pallacanestro per nazioni gestite dalla FIBA.

## Partecipazioni

### FIBA Americas Under-18 Championship for Men
- 1990 - 10°